# Lepidozona
Lepidozona är ett släkte av blötdjur. Lepidozona ingår i familjen Ischnochitonidae.

## Bildgalleri

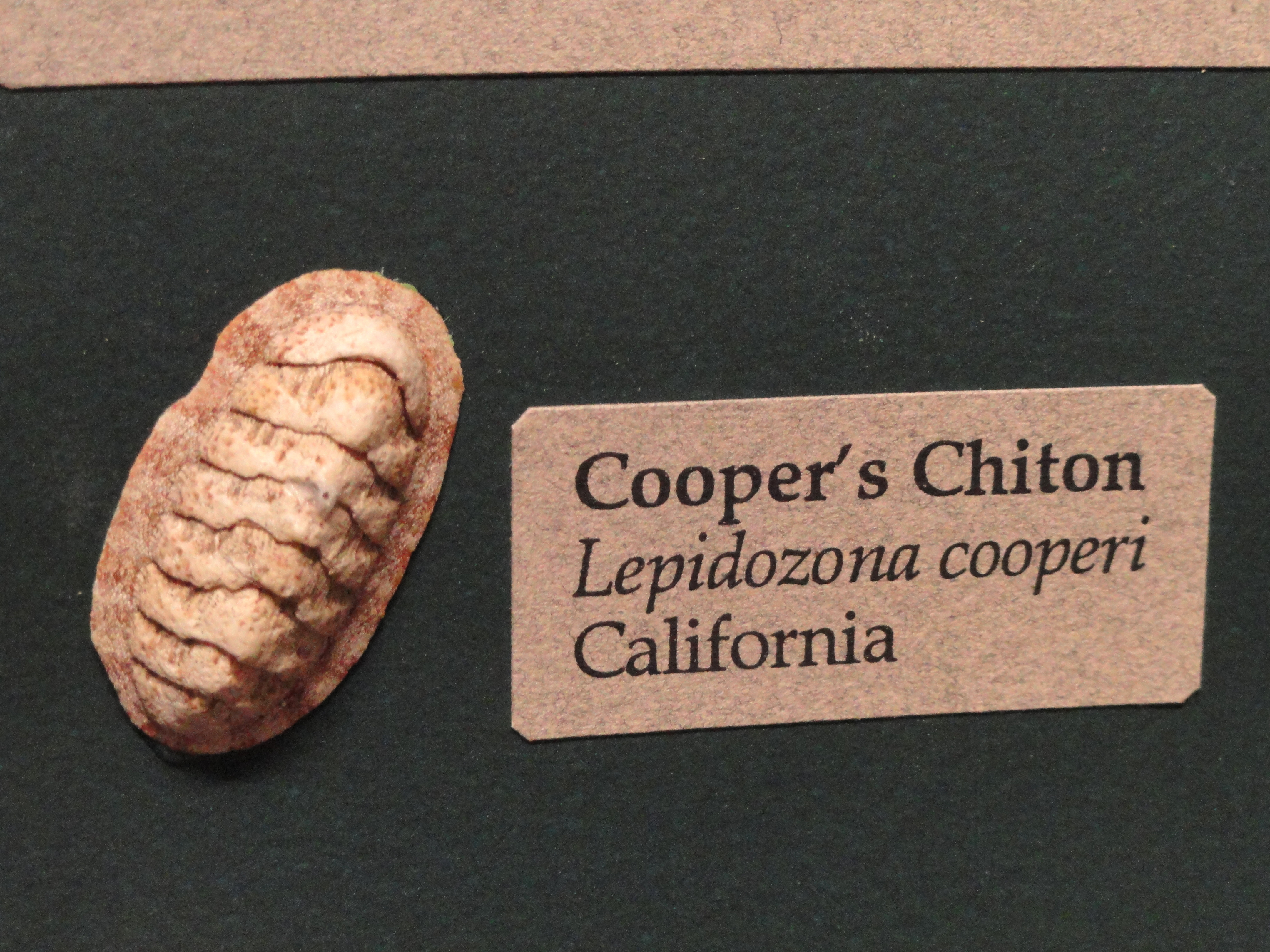

## Dottertaxa tillLepidozona, i alfabetisk ordning[1]
- Lepidozona abyssicola
- Lepidozona albrechtii
- Lepidozona allyni
- Lepidozona allynsmithi
- Lepidozona amabilis
- Lepidozona andrijaschevi
- Lepidozona attuensis
- Lepidozona balaenophila
- Lepidozona baxteri
- Lepidozona beringiana
- Lepidozona beui
- Lepidozona bisculpta
- Lepidozona christiaensi
- Lepidozona clarionensis
- Lepidozona clathrata
- Lepidozona cooperi
- Lepidozona coreanica
- Lepidozona craticulata
- Lepidozona crockeri
- Lepidozona ferreirai
- Lepidozona formosa
- Lepidozona guadalupensis
- Lepidozona hyotanseana
- Lepidozona ima
- Lepidozona interfossa
- Lepidozona interstincta
- Lepidozona iyoensis
- Lepidozona laurae
- Lepidozona lindbergi
- Lepidozona luzonica
- Lepidozona mertensii
- Lepidozona multigranosa
- Lepidozona nipponica
- Lepidozona pectinulata
- Lepidozona reevei
- Lepidozona regularis
- Lepidozona retiporosa
- Lepidozona rothi
- Lepidozona scabricostata
- Lepidozona serrata
- Lepidozona sinudentata
- Lepidozona sirenkoi
- Lepidozona skoglundi
- Lepidozona sorsogonensis
- Lepidozona stohleri
- Lepidozona subtilis
- Lepidozona tenuicostata
- Lepidozona thielei
- Lepidozona trifida
- Lepidozona vietnamensis
- Lepidozona willetti